# Duk haan chau faan
Duk haan chau faan (得閒炒飯), comercialitzada internacionalment com All About Love, és una pel·lícula de Hong Kong del 2010 dirigida i produïda per Ann Hui. Basat en una història real, la trama tracta de dues dones bisexuals que havien estat amants en el passat i es retroben anys més tard en una sessió d'assessorament per dones embarassades. Hui va dir en una entrevista que inicialment "No hi havia inversors" per a la pel·lícula perquè el tema de les relacions entre persones del mateix sexe estava prohibit a la Xina, i la indústria cinematogràfica de Hong Kong depenia del mercat xinès.
Hui, graduada a la London Film School, va descriure la pel·lícula com a "seriosa... però també és molt comercial", i va afegir que "De vegades és millor fer més acceptables els problemes seriosos per públic, fent-ne una comèdia i comptant amb grans estrelles perquè la gent vingui a veure la pel·lícula."

## Repartiment
- Sandra Ng com Macy
- Vivian Chow com Anita
- Cheung Siu-fai com Robert
- William Chan com Mike
- Joey Meng com Eleanor
- Queenie Chu
- Fan Yik-Man
- Fung Bo Bo
- Raven Hanson
- Serina Ha
- Jo Kuk com Waiwai
- Abe Kwong
- Eman Lam
- Rick Lau
- Tina Lau
- Jayson Li

## Estrena
Duk haan chau faan es va estrenar al Festival Internacional de Cinema d'Estiu de Hong Kong l'11 d'agost de 2010; followed by theatrical release on 26 August 2010.
La seva estrena internacional es va celebrar al Festival Internacional de Cinema de Toronto el 13 de setembre de 2010. Va ser projectada per la Denver Film Society al Cinema Q Film Festival de 2011, i per la San Francisco Film Society en la inauguració del seu festival "Hong Kong Cinema Series" de 2011.

## Nominacions i premis
| Llista de reconeixements          | Llista de reconeixements | Llista de reconeixements | Llista de reconeixements | Llista de reconeixements | Llista de reconeixements |
| Premi / Festival de cinema        | Data                     | Categoria                | Receptor / Nominat       | Resultat                 | Ref(s)                   |
| --------------------------------- | ------------------------ | ------------------------ | ------------------------ | ------------------------ | ------------------------ |
| Asian Film Festival Reggio Emilia | 2011                     | Millor actriu            | Sandra Ng                | Guanyador                | [ 12 ] [ 13 ]            |